# Противотанковый надолб

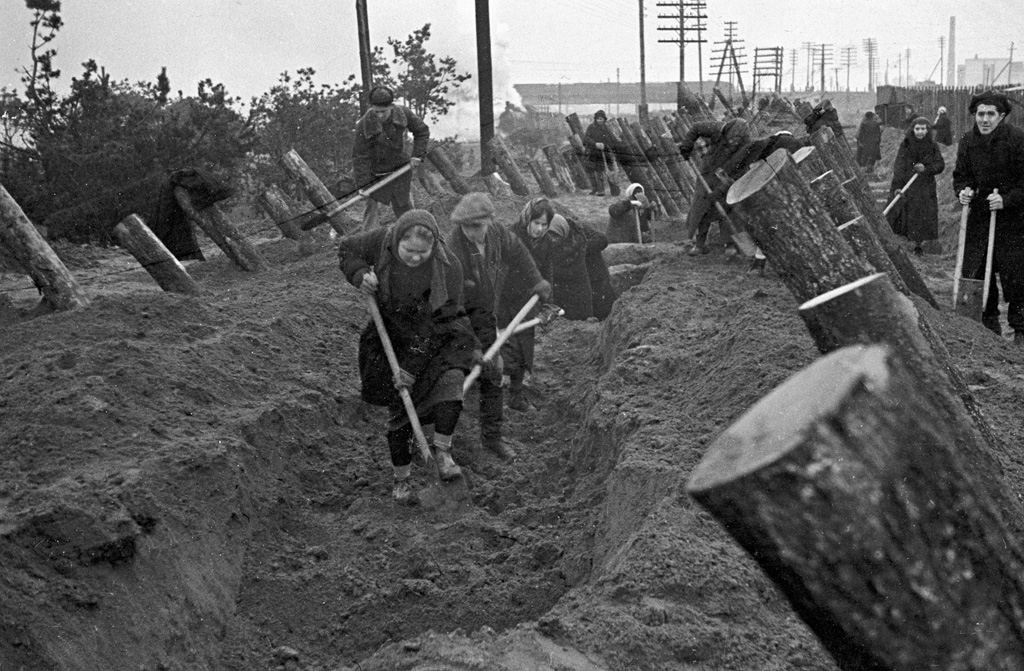
Деревянные противотанковые надолбы, «Москвичи на строительстве оборонительных сооружений», Москва, СССР, 1 октября 1941 года, фото Б. Вдовенко.

Противотанковые на́долбы (зубы дракона) — врытые в землю рядами в определённом порядке деревянные столбы или гранитные глыбы, позднее пирамидальные бетонные или железобетонные изделия (конструкции) применяемые в качестве инженерного заграждения фортификационного типа.

## История

### В быту
На́долба — столбик, тумба, поторчина, вкопанная стойка, обрубок под прогон или поручни, на который нарубается и надалбливается лежень, перила.
В конце XIX века надолбы ставили как перила по краям дорог, идущих по насыпи или косогору, с целью ограждения пути, а также при воротах (приворотная надолба). На железнодорожных переездах высокие съезды ограждались с обеих сторон надолбами. Например в столице Российской империи городе Санкт-Петербург гранитные надолбы устанавливали у арочных проездов во внутренние дворы домов, для их защиты, чтобы ямщики при заезде их (дома) не зацепляли.

### Пословицы
- Стоит, как приворотная надолба, как болван.
- Стоит,  как надолба.
- Надолбу объезжают, а человек сам сторонится.
- Он глупее надолбы приворотной.
- Глуп, как надолба.
- От иной жены — хоть о надолбу головой.
- Да его о надолбу (о мостовую) не убьёшь.
- Смирна и надолба.
- И надолба добрый человек.
- Не лягается надолба, да и не везёт.
- и другие.

### Военное дело
Надолбы — род вкопанных в землю обрубков дерева (брёвен), иногда соединенных между собой деревянной связью. На Руси (в России) в XIII — XVIII веках применялись в военном деле в фортификационных постройках (крепость, крепостца, острог, острожек, укреплённое поселение (слобода, посад)). Их устанавливали, зарывая в землю, в один или несколько рядов, на некотором расстоянии друг от друга, за контрэскарпом рва, оставляя местами коленчатые выходы. Усиленные намётами из хвороста с землёй, надолбы образовывали нечто вроде прикрытия пути и служили оборонительным целям от неприятеля.

... горожане «за надолбами отбилися и многих от них [Литву] постреляли из города» ...— город Опочка, 1562 год.
Противотанковые (противотранспортные) на́долбы — врытые в землю рядами в определённом порядке деревянные столбы или гранитные глыбы, позднее пирамидальные бетонные или железобетонные изделия (конструкции) применяемые в качестве инженерного заграждения фортификационного типа.
Предназначены для препятствования продвижению броневых машин, танков и техники броневых и танковых подразделений и частей неприятеля. Малые противотанковые надолбы должны поднимать днище боевой машины, выводя гусеницы из сцепления с грунтом, или повреждать днище и детали трансмиссии; могут быть замаскированы. Крупные противотанковые надолбы должны своим размером усложнить расчистку проходов. Часто совмещены с минными полями и проволочными заграждениями. В долговременной фортификации Второй мировой войны использовалось до 10 – 20 рядов надолбов, окружённых 20 – 30 рядами колючей проволоки.

... Из заграждений наиболее часто встречались противотанковые рвы, каменные и железобетонные надолбы, проволочные препятствия, лесные завалы, большие воронки. ......

Завалы и проволочные препятствия были усилены фугасами, которые взрывались при разборке заграждений. ...— Капитан А. Грабовой, «Прорыв укреплений белофиннов», «Техника и вооружение» 1941 год, № 1, с. 29 — 35

## Галерея

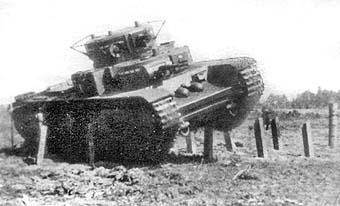
Т-35, во время испытаний по преодолению противотанковых надолбов
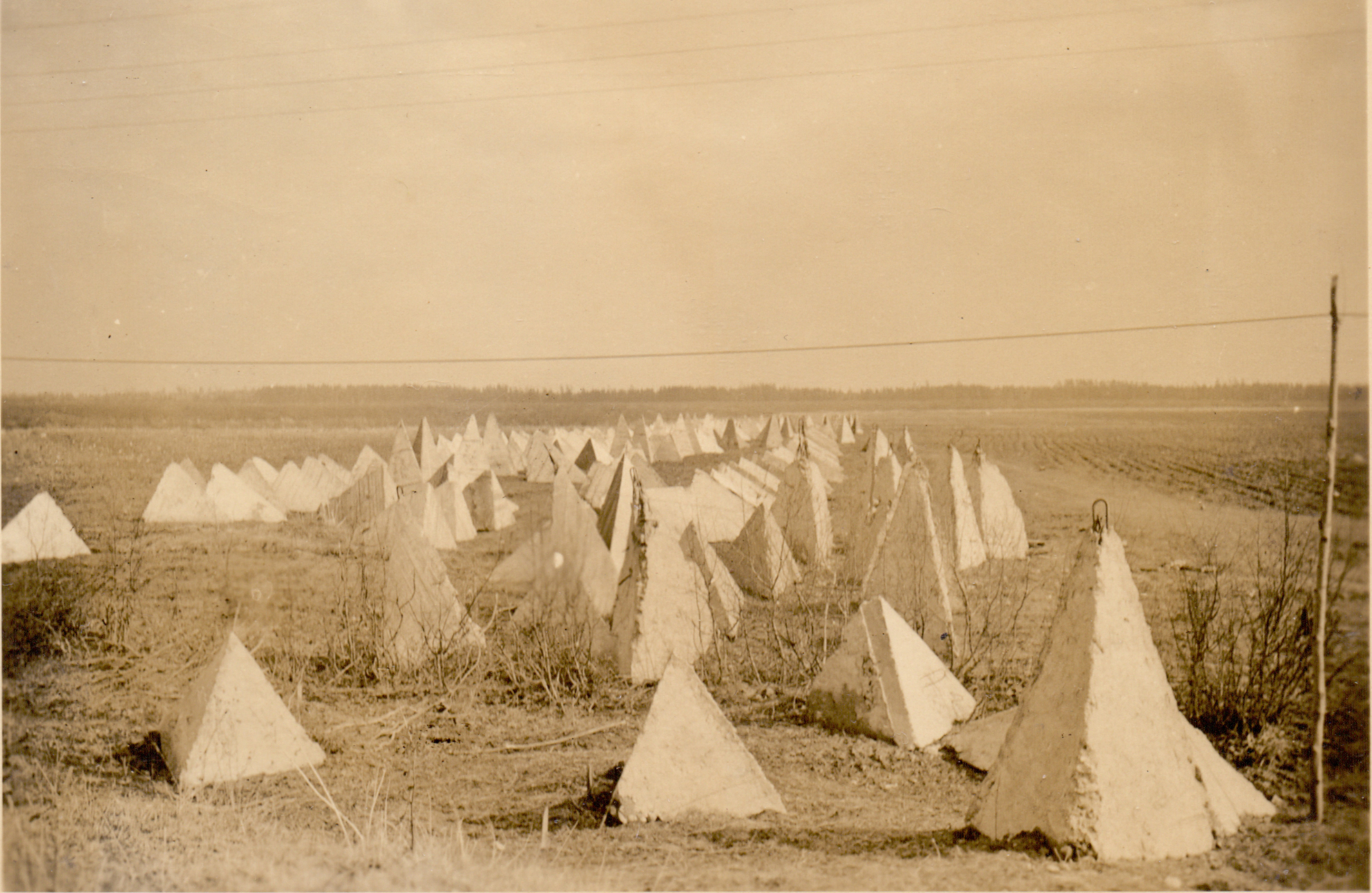
Противотанковые надолбы. СССР. 1941 год.
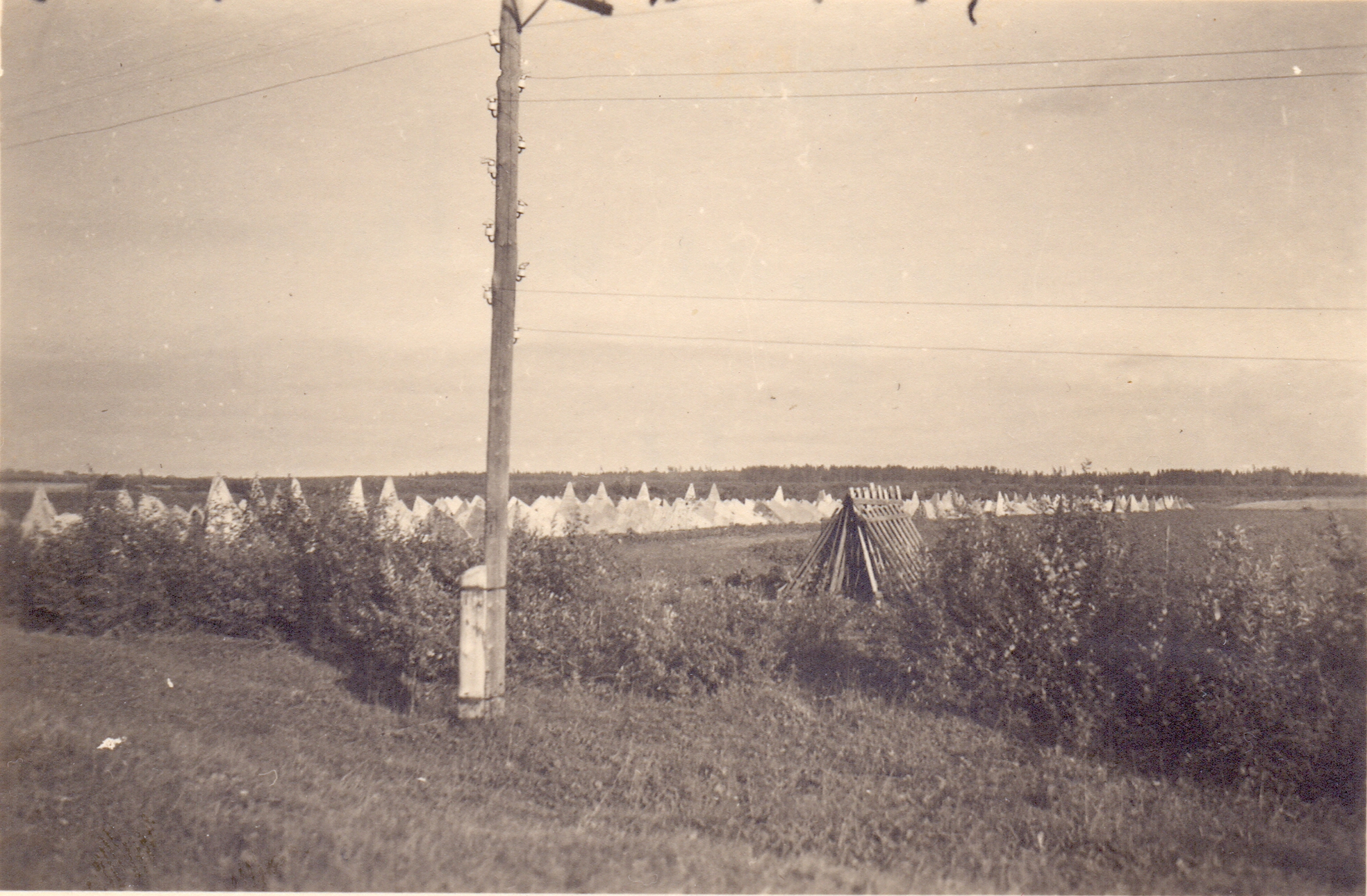
Противотанковые укрепления Красногвардейского укрепрайона. 1941 год.
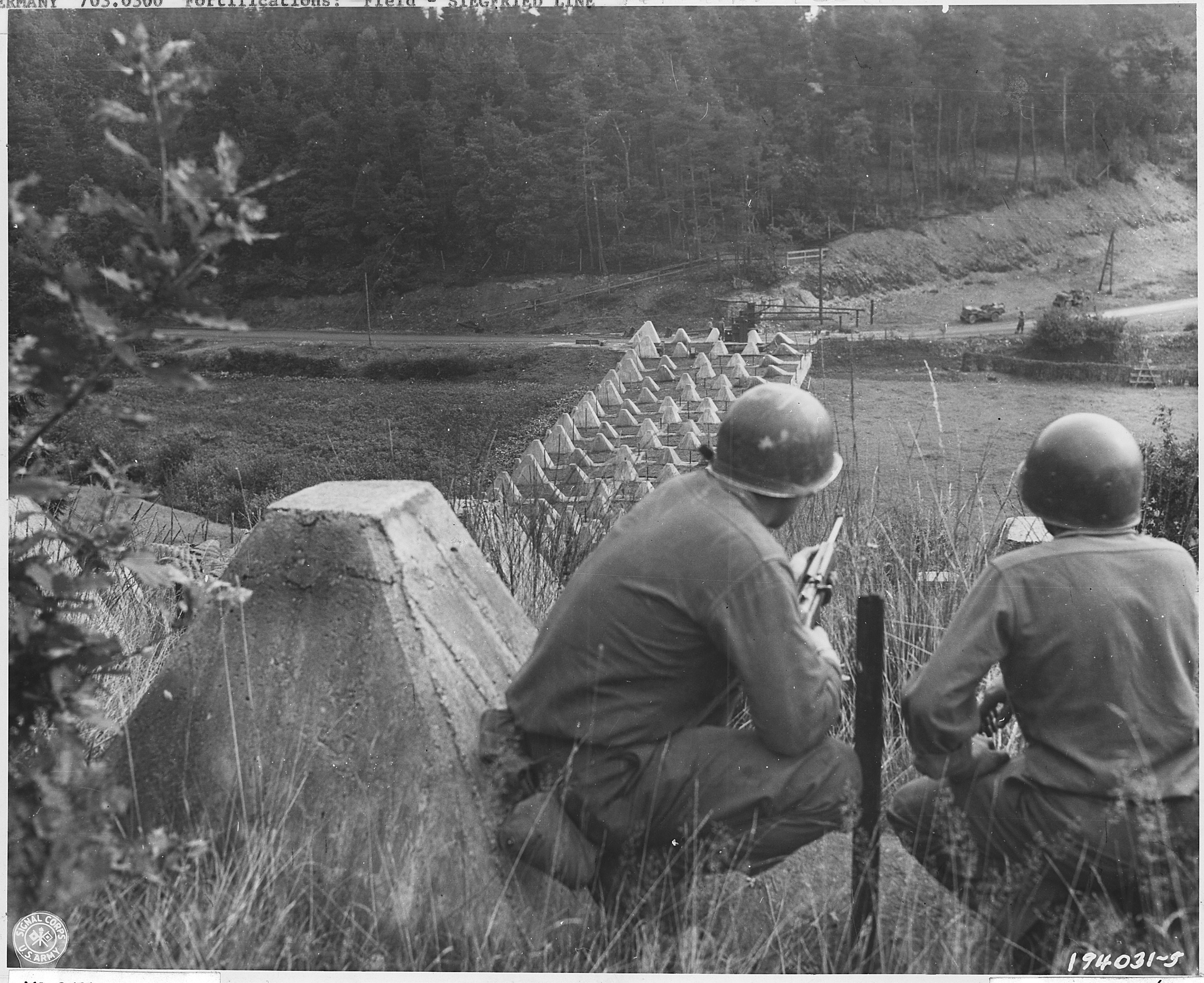
Противотанковые надолбы, 1944 год
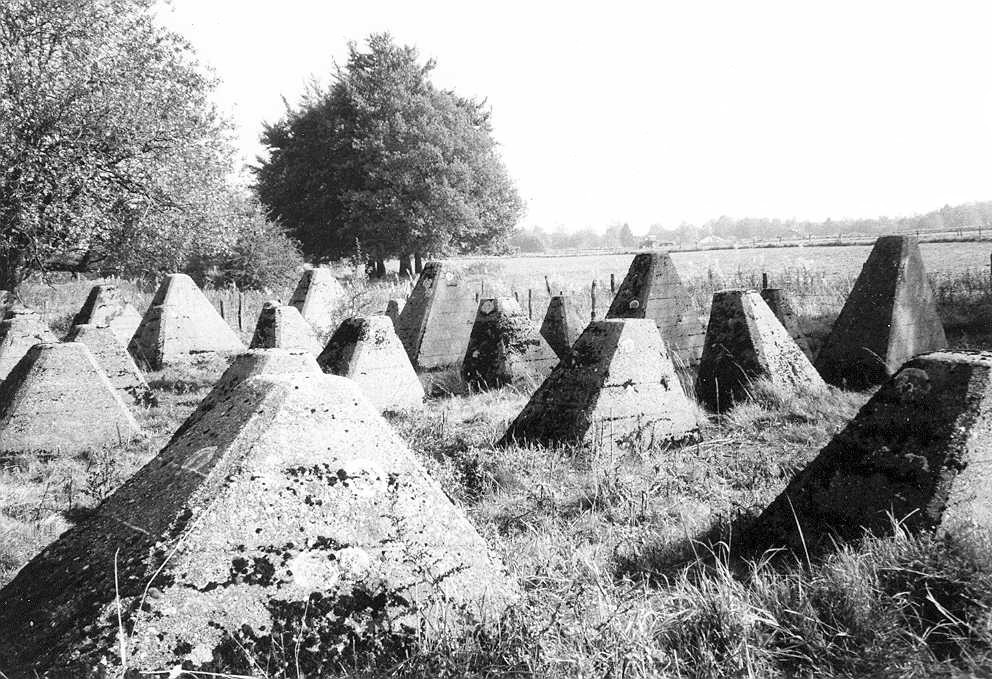
Противотанковые надолбы, линия Зигфрида
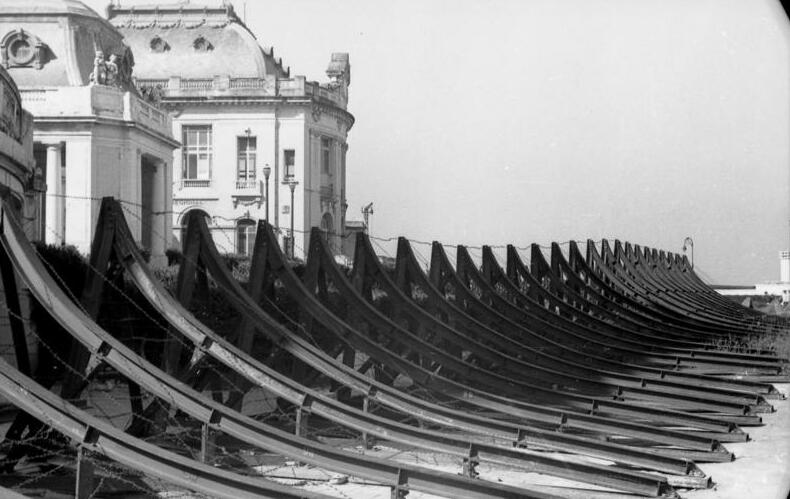
Металлические противотанковые надолбы
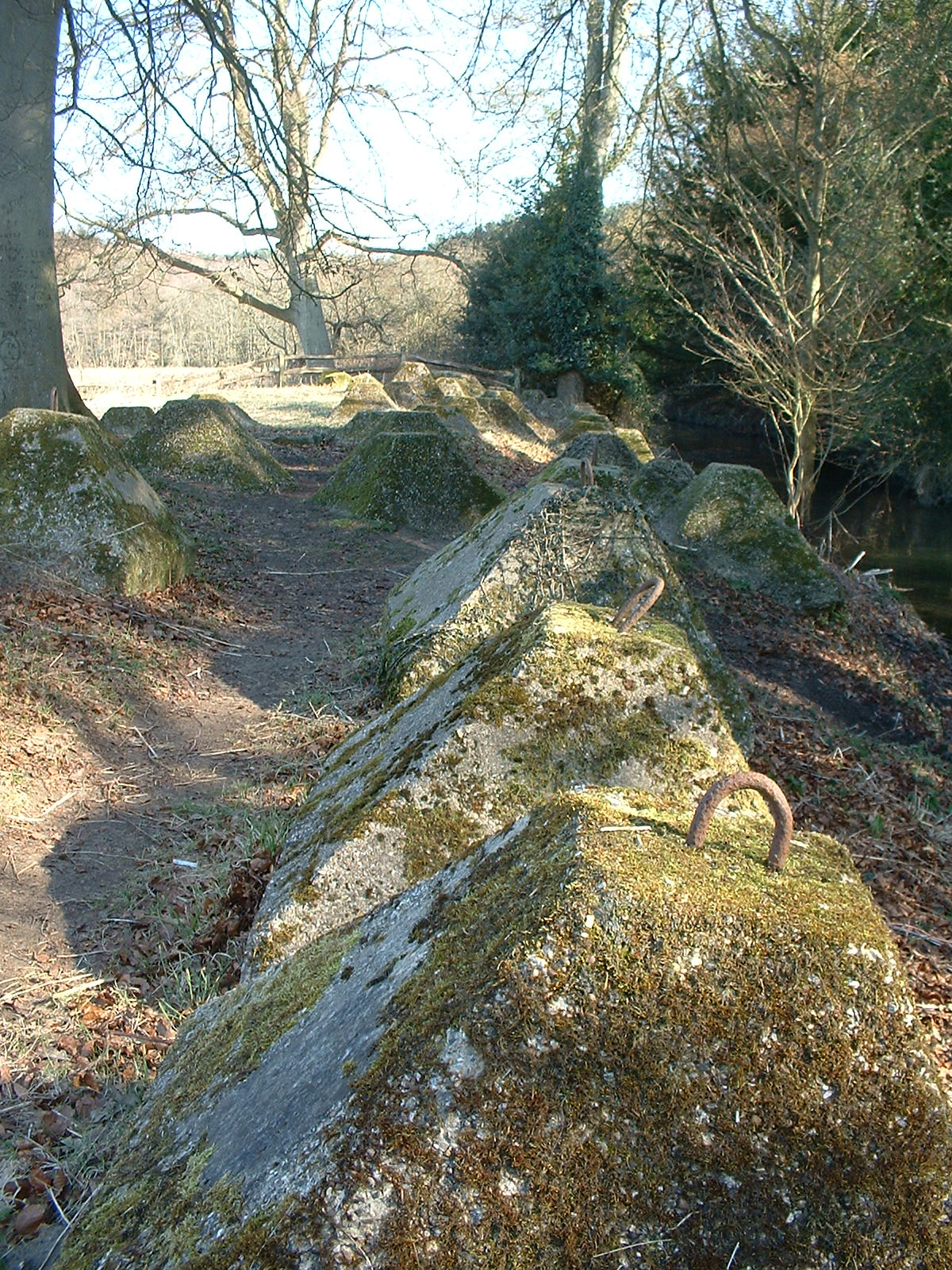
Противотанковые надолбы GHQ Line[англ.], Британия, 2006 год
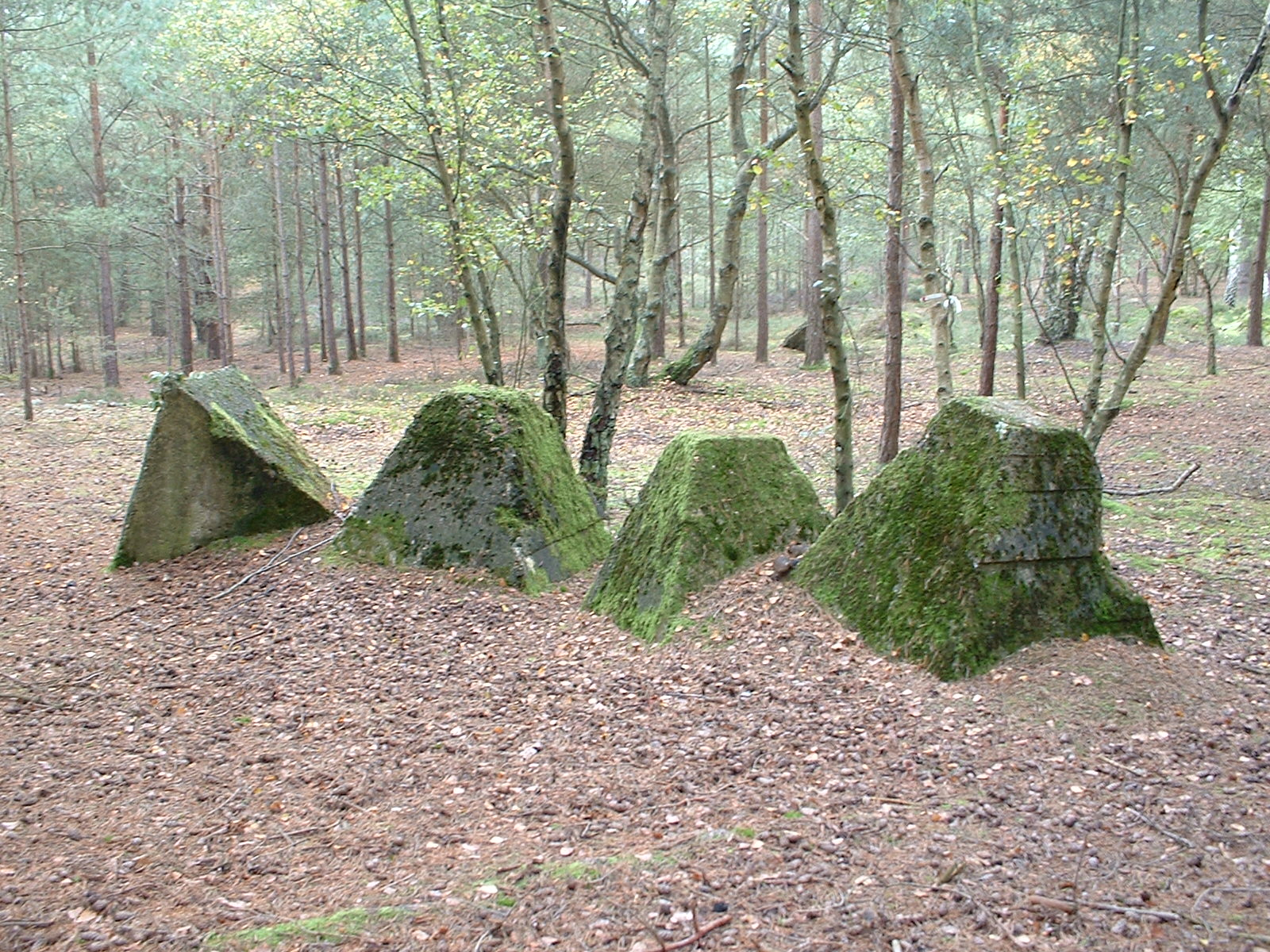
«Зубы дракона», Атлантический вал
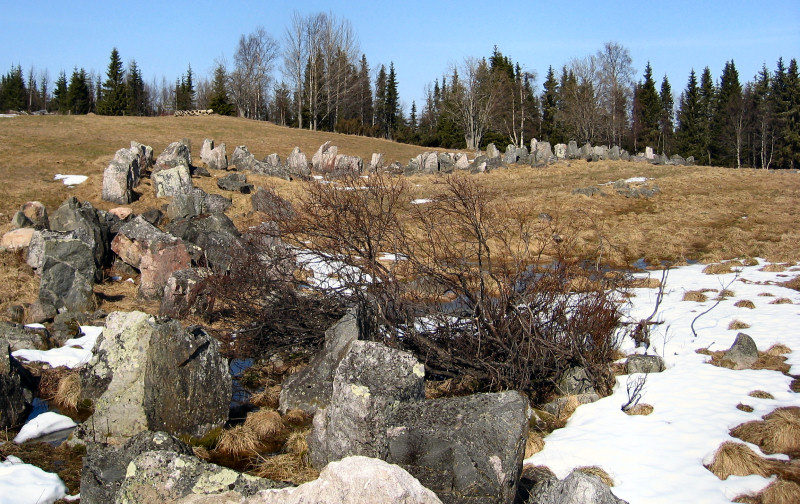
«Зубы дракона» — противотанковые надолбы в Финляндии из врытых в землю рядами гранитных глыб
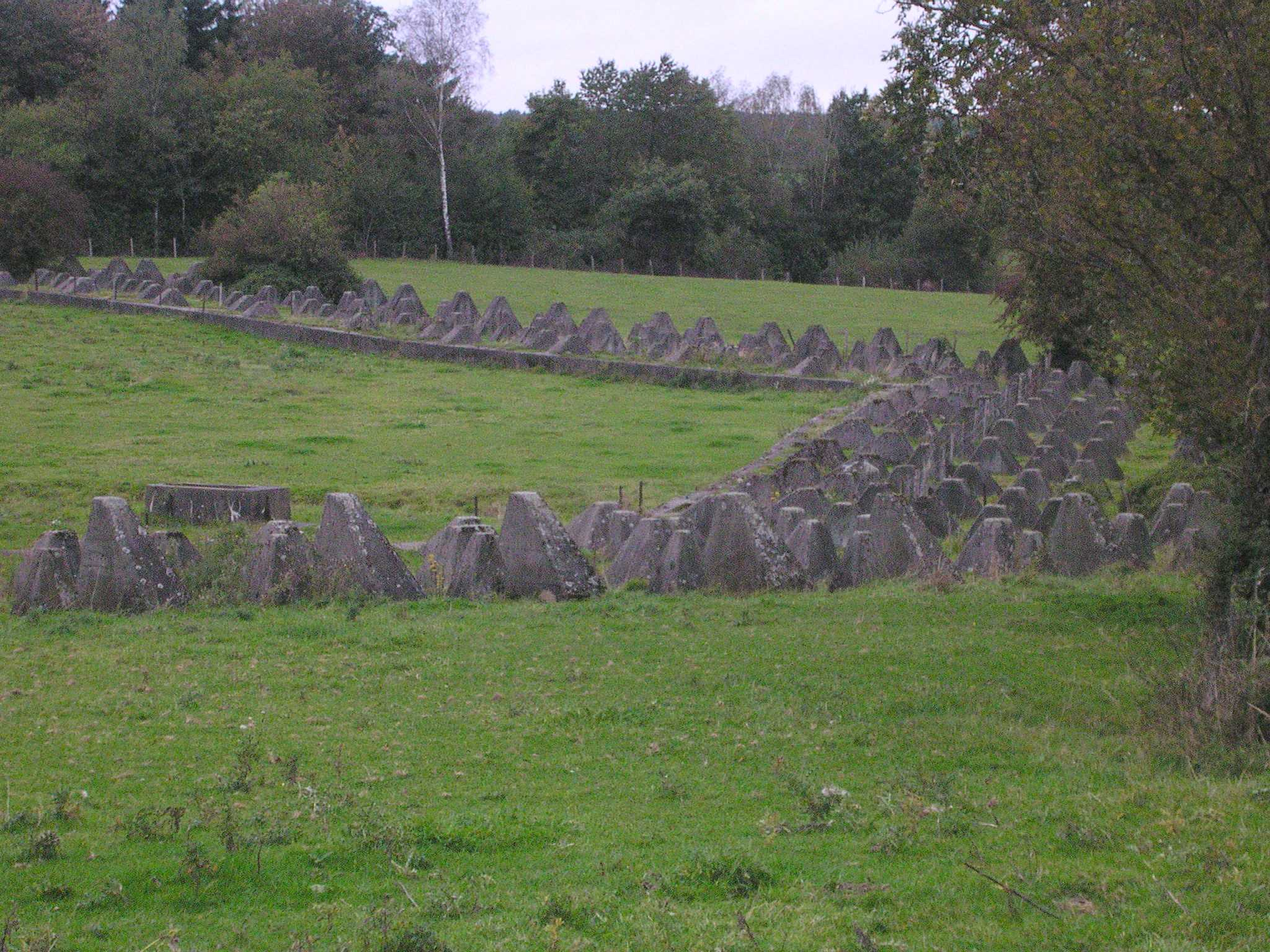
Ряды бетонных надолбов, Аахен, Германия